# Kločky (okres Mukačevo)
Kločky (ukrajinsky Клочки, maďarsky Lakatosfalva) jsou osada obce Verchňa Vyznyca, v Kolčynské územní komunitě (ukrajinsky Кольчинська селищна громада), v okrese Mukačevo, v Zakarpatské oblasti Ukrajiny. Žije zde 300 obyvatel.

## Historické názvy
- 1600: Klocskófalva
- 1645: Klutsko Falva
- 1678: Klucsko falva
- 1773: Klocskofalva, Kloczkafalva, Kloczky
- 1808: Klocskófalva, Klocskofalva, Klocky
- 1851: Kloczkófalva
- 1877: Kolcskófalva, Klocskuvci
- 1913: Lakatosfalva
- 1925: Kločky, Kločkova
- 1944: Klocskófalva, Клочковъ
- 1983: Клочки

## Místní části
- Kločky
- Belebovo (ukrajinsky Белебово)[pozn. 1][pozn. 2]